# Tom Emmett
Thomas Emmett (bekannt als Tom Emmett; * 3. September 1841 in Halifax, Vereinigtes Königreich; † 29. Juni 1904 in Leicester, Vereinigtes Königreich) war ein englischer Cricketspieler, der zwischen 1877 und 1882 für die englische Nationalmannschaft spielte.

## Aktive Karriere
Im Alter von 25 Jahren fand Emmett seinen Platz im Team von Yorkshire und gab dort sein First-Class-Debüt. Dort fand er zunächst eine gute Partnerschaft zusammen mit dem weiteren Fast-Bowler George Freeman. Nachdem Freemann im Jahr 1871 Yorkshire verlassen hatte, war es Allen Hill mit dem Emmett als Tandem Yorkshire als Bowler vertrat. So reiste er unter Kapitän James Lillywhite in der Saison 1876/77 nach Australien und war dort Teil des ersten Spiels unter gleichwertigen Bedingungen zwischen den beiden Mannschaften, was später als erster Test in die Geschichte einging. Im zweiten Spiel der Serie erreichte er 48 Runs und erzielte damit bei dem Sieg den überwiegenden Teil der Runs seines Teams. Bei seinem zweiten Besuch in Australien spielte er eine wichtige Rolle für Kapitän George Harris. Im Test erzielte er 7 Wickets für 68 Runs im ersten Innings, konnte jedoch die deutliche Niederlage nicht vermeiden. Bei seine dritte Reise nach Australien in der Saison 1881/82 spielte er abermals in allen drei Tests, doch es sollte die letzte Berufung in die Nationalmannschaft sein. Als er älter wurde, verlor er die Geschwindigkeit, die er mit dem Ball erreichte und die ihn so effektiv als Bowler machte. Sein letztes First-Class-Spiel für Yorkshire folgte im Sommer 1888.

## Nach der aktiven Karriere
Emmett verstarb im Juni 1903 im Alter von 62 Jahren.